# غزو الجيش الأحمر لجورجيا
كان غزو الجيش الأحمر لجورجيا (15 فبراير - 17مارس 1921)، المعروف أيضًا باسم الحرب السوفيتية الجورجية، أو الغزو السوفيتي لجورجيا، حملة عسكرية قام بها الجيش الأحمر الروسي بهدف الإطاحة بالحكومة الاشتراكية الديموقراطية المناشفة) لجمهورية جورجيا الديمقراطية وتطبيق النظام البلشفي في البلاد. نَتَج الصراع عن السياسة التوسّعية الروسيّة، التي هدفت إلى السيطرة على أكبر قدر ممكن من الأراضي التي كانت جزءًا من الإمبراطورية الروسية السابقة حتى الأحداث المضطربة في الحرب العالمية الأولى، وكذلك الجهود الثورية المبذولة من قبل معظم البلاشفة الجورجيين، الذين لم يحصلوا على دعم كافٍ في بلادهم الأصلية للاستيلاء على السلطة دون تدخل خارجي.
اعترفت روسيا باستقلال جورجيا في معاهدة موسكو، المُوقَّعة في 7 مايو1920، ولم يُتّفَق بالإجماع على الغزو في موسكو. إذ خُطَّط للهجوم بشكل رئيسي من قبل مسؤولَين روسيَين/سوفياتيين وُلدَا في جورجيا هما جوزيف ستالين وسيرجو أردجونيكيدزي، وحصلا في 14 فبراير  1921على موافقة الزعيم الروسي فلاديمير لينين لاقتحام جورجيا، بحجة دعم «تمرّد الفلاحين والعمال» في البلاد. استولت القوات الروسية على العاصمة الجورجية تبيليسي (التي كانت تعرف آنذاك باسم تيفيليس لمعظم الأجانب) بعد قتال عنيف، وأُعلنَت الجمهورية الاشتراكية السوفياتية الجورجية في 25 فبراير 1921. اُجتيحَت بقية البلاد في غضون ثلاثة أسابيع، ولكن لم يرسخ ويثبت الحكم السوفياتي حتى سبتمبر 1924. هدّد احتلال تركيا لجزء كبير تقريبًا من جنوب غرب جورجيا (فبراير – مارس 1921) بتطوّر أزمة بين موسكو وأنقرة، وأدّى إلى تنازلات إقليمية كبيرة من قبل السوفييت للحكومة التركية في معاهدة كارس.

## خلفية تاريخيّة
أصبحت جورجيا مستقلّة فعليًا، بعد ثورة فبراير التي بدأت في روسيا في عام 1917. انضمَّت جورجيا في أبريل 1918 إلى أرمينيا وأذربيجان لتشكيل الجمهورية الترانسقوقازية الديموقراطية الاتّحادية، لكنها غادرت بعد شهر واحد وأعلنت استقلالها كجمهورية جورجيا الديمقراطية في 26 مايو، لتتلوها في اليوم التالي كل من أرمينيا وأذربيجان. دخلت جورجيا في نزاعات صغيرة مع الدول المجاورة لها أثناء محاولتها ترسيم حدودها، إلّا أنّها استطاعت الحفاظ على الاستقلال والاعتراف الدولي الفعلي طوال الحرب الأهلية الروسية، بما في ذلك الاعتراف بها من قبل روسيا السوفياتية في معاهدة موسكو.
فشلت القيادة الديموقراطية الاشتراكية لجورجيا في إنشاء اقتصاد مستقر، أو بناء جيش قوي قادر على صدّ العدوان، على الرغم من الدعم الشعبي الواسع نسبيًا، وبعض الإصلاحات الناجحة. عانى الجيش كله من نقص في الإمداد، وعدم كفاية التجهيزات، على الرغم من وجود عدد كبير من الضباط المؤهّلين تأهيلًا جيّدًا الذين خدموا في الجيش الإمبراطوري الروسي. كان الهيكل العسكري الموازي المُجنَّد من أعضاء حزب المنشفيك (الحرس الشعبي لجورجيا) أكثر حماسًا وانضباطًا، لكن لم يكن له فائدة تُذكَر كقوّة قتالية، لأنّه منظمة مسلحة تسليحًا خفيفًا ومُسيطَر عليها بشدّة من قبل أعضاء الحزب.

## مقدّمة الحرب
بدأ البلاشفة المحليّون بإثارة الاضطرابات منذ أوائل عام 1920، مستفيدين من الاضطرابات الزراعية في المناطق الريفية والتوتّر العرقي داخل البلاد. كان مركز العمليات للقوات العسكرية السياسية السوفيتية في القوقاز هو كاف بيرو(أو مكتب القوقاز) الملحق باللجنة المركزية للحزب الشيوعي الروسي. أُنشئَت هذه الهيئة في فبراير 1920، وترأسها الجورجي البلشفي سيرجو أردجونيكيدزي، مع كيروف كنائب للرئيس. بدا إضفاء الطابع السوفيتي على القوقاز بالنسبة للقادة البلاشفة مهمة سهلة التحقيق، بينما كانت قوات الحلفاء منشغلة بحرب الاستقلال التركي، بالإضافة إلى تعبير الحكومة التركية الوطنية بقيادة مصطفى كمال أتاتورك عن التزامها الكامل بالتعاون الوثيق مع موسكو، وتقديم وعود بإلزام جورجيا وأذربيجان بالدخول في اتحاد مع روسيا السوفياتية، للقيام بعمليات عسكرية ضد أرمينيا ذات السياسية التوسّعية. استغلت القيادة السوفياتية هذا الموقف بنجاح. وأرسلت جيشها لاحتلال باكو عاصمة جمهورية أذربيجان الديمقراطية.
بعد قيام الحكم السوفيتي في باكو في أبريل عام 1920، تقدّم أردجونيكيدزي (ربّما بمبادرة منه) إلى جورجيا لدعم الانقلاب البلشفي المُخطَّط له في تبيليسي. وعندما فشل الانقلاب، تمكّنت الحكومة الجورجية من تركيز جميع قواها على عرقلة التقدّم السوفياتي عبر الحدود الجورجية الأذربيجانية بنجاح. وبسبب مواجهة حرب صعبة مع بولندا، أمر الزعيم السوفياتي فلاديمير لينين ببدء مفاوضات مع جورجيا. اعترفت روسيا بموجب معاهدة موسكو الموقّعة في 7مايو 1920 باستقلال جورجيا وأبرمت معاهدة عدم الاعتداء. حددت المعاهدة الحدود الفاصلة بين البلدين بحكم القانون، وألزمت جورجيا أيضًا بتسليم جميع العناصر الخارجية التي تعتبرها موسكو معادية. ووعدت جورجيا في ملحق سري بتشريع الحزب البلشفي في البلاد.
كانت الإطاحة بحكومة جورجيا-على الرغم من معاهدة السلام-التي كان يهيمن عليها المنشفيك عملًا مقصودًا ومخططًا له. رأت القيادة السوفياتية جورجيا على أنّها «خطوة متقدّمة للحلفاء»، نظرًا لعلاقاتها الدبلوماسية الراسخة مع العديد من الدول الأوروبية، وسيطرتها على طرق العبور الاستراتيجية من البحر الأسود إلى بحر قزوين. كان يُنظر إلى الاستقلال الجورجي على أنه انتصار للمنشفيين الروس المنفيين في أوروبا، ولم يستطع البلاشفة أن يتسامحوا لفترة طويلة مع دولة المناشفة القائمة بالقرب منهم.
شكّل توقّف عمليات الجيش الأحمر ضد بولندا، وهزيمة الزعيم الروسي الأبيض رانجل، وسقوط جمهورية أرمينيا الأولى، وضعًا مواتيًا لقمع آخر دولة مستقلة في القوقاز. أخلى سلاح المشاة البريطاني في ذلك الوقت القوقاز بالكامل، وكان الغرب مترددًا في التدخل لدعم جورجيا.
لم يُتّفَق بالإجماع على التدخل العسكري السوفيتي في موسكو، وكان هناك خلاف كبير بين القادة البلاشفة حول كيفية التعامل مع جارتهم الجنوبية. اتخذ مفوض الشعب للشؤون الوطنية، جوزيف ستالين، الذي اكتسب بنهاية الحرب الأهلية قدرًا ملحوظًا من السلطة البيروقراطية، خطًا متشددًا بشأن بلده الأم جورجيا. إذ أيد بقوة الإطاحة العسكرية بالحكومة الجورجية، وحثّ لينين باستمرار على إعطاء موافقته بالتقدم إلى جورجيا. عارض مفوّض الشعب للشؤون الحربية، ليون تروتسكي، بشدة ما وصفه بأنه «تدخل سابق لأوانه» موضحًا أن السكان يجب أن يكونوا قادرين على تنفيذ الثورة. رفض لينين في البداية استخدام القوة، عملاً بسياسته الوطنية بشأن حق الأمم في تقرير المصير، ودعا إلى توخّي الحذر الشديد من أجل ضمان أن الدعم الروسي سوف يساعد الثورة الجورجية، دون أن يهيمن عليها. ومع اقتراب النصر في الحرب الأهلية، أصبحت أعمال موسكو أقل تقييدًا.
وفقًا لموسكو، تدهورت العلاقات مع جورجيا بسبب الانتهاكات المزعومة لمعاهدة السلام، وإعادة اعتقال جورجيا للبلاشفة الجورجيين، وعرقلة مرور القوافل إلى أرمينيا، والشك في أن جورجيا كانت تساعد المتمردين المسلحين في شمال القوقاز.

## غزو الجيش الأحمر
كانت التكتيكات التي استخدمها السوفييت للسيطرة على جورجيا مماثلة لتلك المطبقة في أذربيجان وأرمينيا في عام 1920، أي إرسال الجيش الأحمر مع تشجيع البلاشفة المحليين على القيام باضطرابات، إلّا أنّ تنفيذ هذه السياسة في جورجيا كان صعبًا، إذ لم يحظَ البلاشفة بالدعم الشعبي، وشكّلوا قوة سياسية معزولة. في ليلة 11-12 فبراير 1922، وبناءً على تحريض من أردجونيكيدزي، هاجم البلاشفة المواقع العسكرية الجورجية في منطقة لوري ذات الأغلبية الأرمنية، وقرية شولافيري القريبة من الحدود الأرمنية والأذربيجانية. استسلم لينين أخيرًا للطلبات المتكررة من ستالين وأردجونيكيدزي للسماح للجيش الأحمر بغزو جورجيا بحجة مساعدة الانتفاضة. اُتخذ القرار النهائي في اجتماع للجنة المركزية للحزب الشيوعي في 14 فبراير.